# ميخائيل غروس (صحفي)
ميخائيل غروس (بالألمانية: Michael Groß)‏ هو صحفي ألماني، ولد في 3 نوفمبر 1963 في كيرن في ألمانيا.